# Chiesa cattolica in Paraguay
La Chiesa cattolica in Paraguay è parte della Chiesa cattolica in comunione con il vescovo di Roma, il papa.

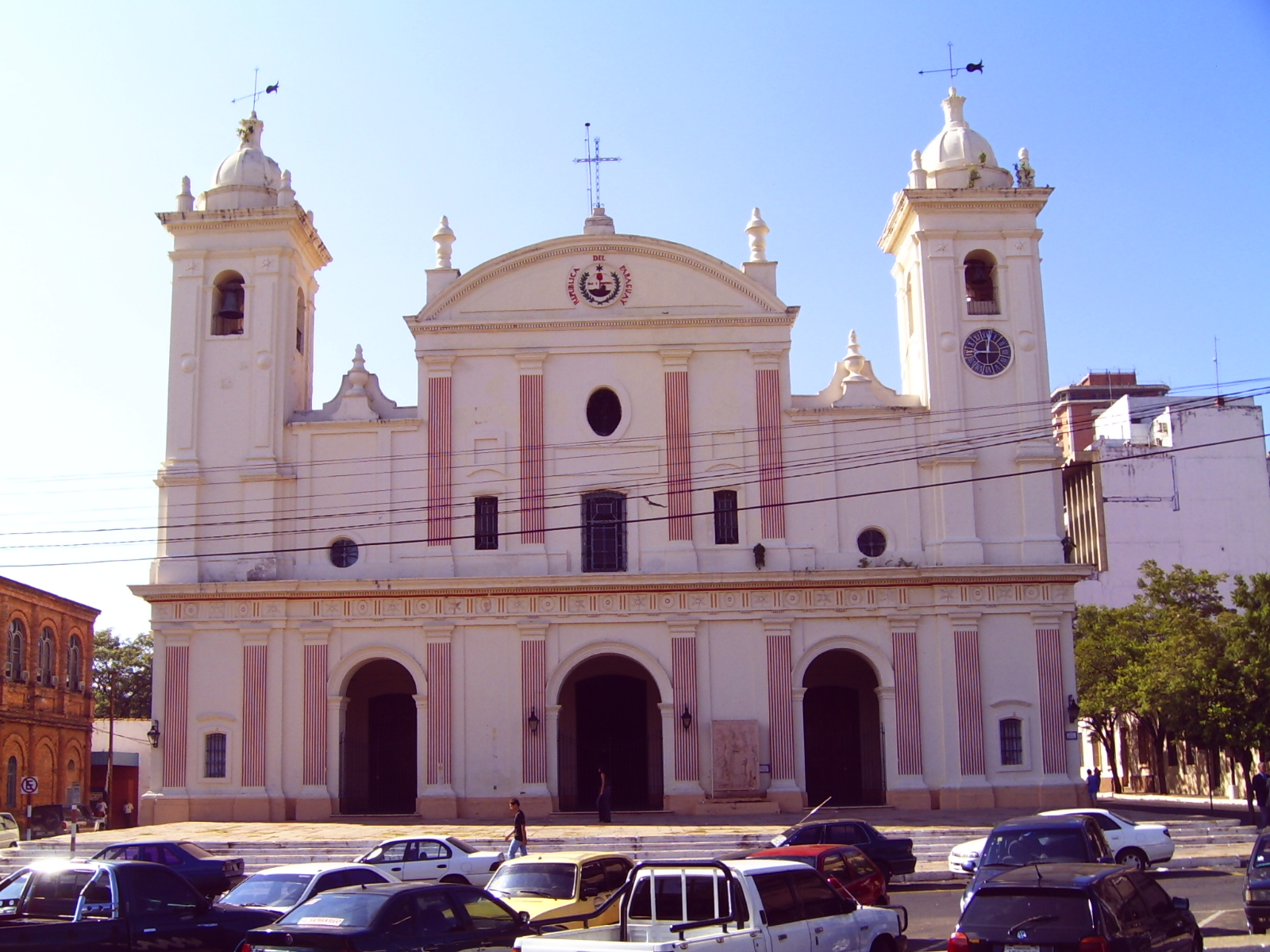
La cattedrale di Asunción

## Storia
Il 3 ottobre 2008 la Congregazione per il culto divino e la disciplina dei sacramenti ha confermato san Biagio patrono principale del Paraguay.

## Organizzazione ecclesiastica
La Chiesa cattolica è presente sul territorio con 1 sede metropolitana, 13 diocesi suffraganee, 2 vicariati apostolici e 1 ordinariato militare:
- Arcidiocesi di Asunción
  - Diocesi di Benjamín Aceval
  - Diocesi di Caacupé
  - Diocesi di Caazapá
  - Diocesi di Canindeyú
  - Diocesi di Carapeguá
  - Diocesi di Ciudad del Este
  - Diocesi di Concepción en Paraguay
  - Diocesi di Coronel Oviedo
  - Diocesi di Encarnación
  - Diocesi di San Juan Bautista de las Misiones
  - Diocesi di San Lorenzo
  - Diocesi di San Pedro
  - Diocesi di Villarrica del Espíritu Santo
- Vicariato apostolico del Chaco Paraguayo
- Vicariato apostolico del Pilcomayo
- Ordinariato militare in Paraguay

## Nunziatura apostolica
La nunziatura apostolica in Paraguay è stata istituita nel 1920.

### Delegati apostolici
- Vincenzo Massoni (26 settembre 1856 - 3 giugno 1857 deceduto)
- Marino Marini (14 agosto 1857 - 27 marzo 1865 nominato arcivescovo, titolo personale, di Orvieto)
- Angelo Di Pietro (28 dicembre 1877 - 30 settembre 1879 nominato internunzio apostolico in Brasile)
- Luigi Matera (30 marzo 1882 - 14 ottobre 1884 espulso)
- interruzione delle relazioni diplomatiche (1884 - 1900)

### Nunzi apostolici
- Alberto Vassallo di Torregrossa † (5 gennaio 1920 - 4 luglio 1922 nominato nunzio apostolico in Baviera)
- Giovanni Beda Cardinale, O.S.B. † (16 ottobre 1922 - 29 agosto 1925, dimesso)
- Filippo Cortesi † (14 giugno 1928  - 4 giugno 1936 nominato nunzio apostolico in Spagna)
- Giuseppe Fietta † (11 dicembre 1936 - 12 novembre 1939 dimesso)
- Albert Levame † (12 novembre 1939 - 17 dicembre 1941 dimesso)
- Liberato Tosti † (5 settembre 1946 - 4 ottobre 1948 nominato nunzio apostolico in Nicaragua)
- Federico Lunardi † (8 luglio 1949 - 9 novembre 1954 deceduto)
- Luigi Punzolo † (6 dicembre 1954 - 12 dicembre 1957 nominato nunzio apostolico in Panama)
- Carlo Martini † (25 marzo 1958 - 29 novembre 1963 nominato nunzio apostolico in Filippine)
- Vittore Ugo Righi † (1º febbraio 1964 - 1967 dimesso)
- Antonio Innocenti † (15 dicembre 1967 - 26 febbraio 1973 nominato segretario della Congregazione della disciplina dei sacramenti)
- Joseph Mees † (10 luglio 1973 - 19 gennaio 1985 nominato delegato apostolico in Sudafrica)
- Giorgio Zur † (3 maggio 1985 - 13 agosto 1990 nominato pro nunzio apostolico in India)
- José Sebastián Laboa Gallego † (21 agosto 1990 - 18 marzo 1995 nominato nunzio apostolico a Malta)
- Lorenzo Baldisseri (6 aprile 1995 - 19 giugno 1999 nominato nunzio apostolico in India)
- Antonio Lucibello (27 luglio 1999 - 27 agosto 2005 nominato nunzio apostolico in Turchia)
- Orlando Antonini (16 novembre 2005 - 8 agosto 2009 nominato nunzio apostolico in Serbia)
- Eliseo Antonio Ariotti (5 novembre 2009 - 29 dicembre 2023 ritirato)
- Vincenzo Turturro, dal 29 dicembre 2023